# Schlossbergtunnel (Ammertalbahn)
Der Schlossbergtunnel ist ein eingleisiger Eisenbahntunnel im Zuge der Ammertalbahn von Tübingen nach Herrenberg. Er unterquert den Tübinger Schlossberg, ist 288 Meter lang und befindet sich beim Streckenkilometer 0,9, das heißt zwischen dem Tübinger Hauptbahnhof und dem Bahnhof Tübingen West. Die Teilstrecke von Tübingen nach Pfäffingen samt Tunnel wurde am 1. Mai 1910 eröffnet und anfangs im Güter- und Personenverkehr genutzt. Sie ist seit 2022 elektrifiziert, mittlerweile aber ohne Güterverkehr. Im Zuge der Elektrifizierung wurde der Tunnel saniert und gegen eindringendes Sickerwasser abgedichtet. 

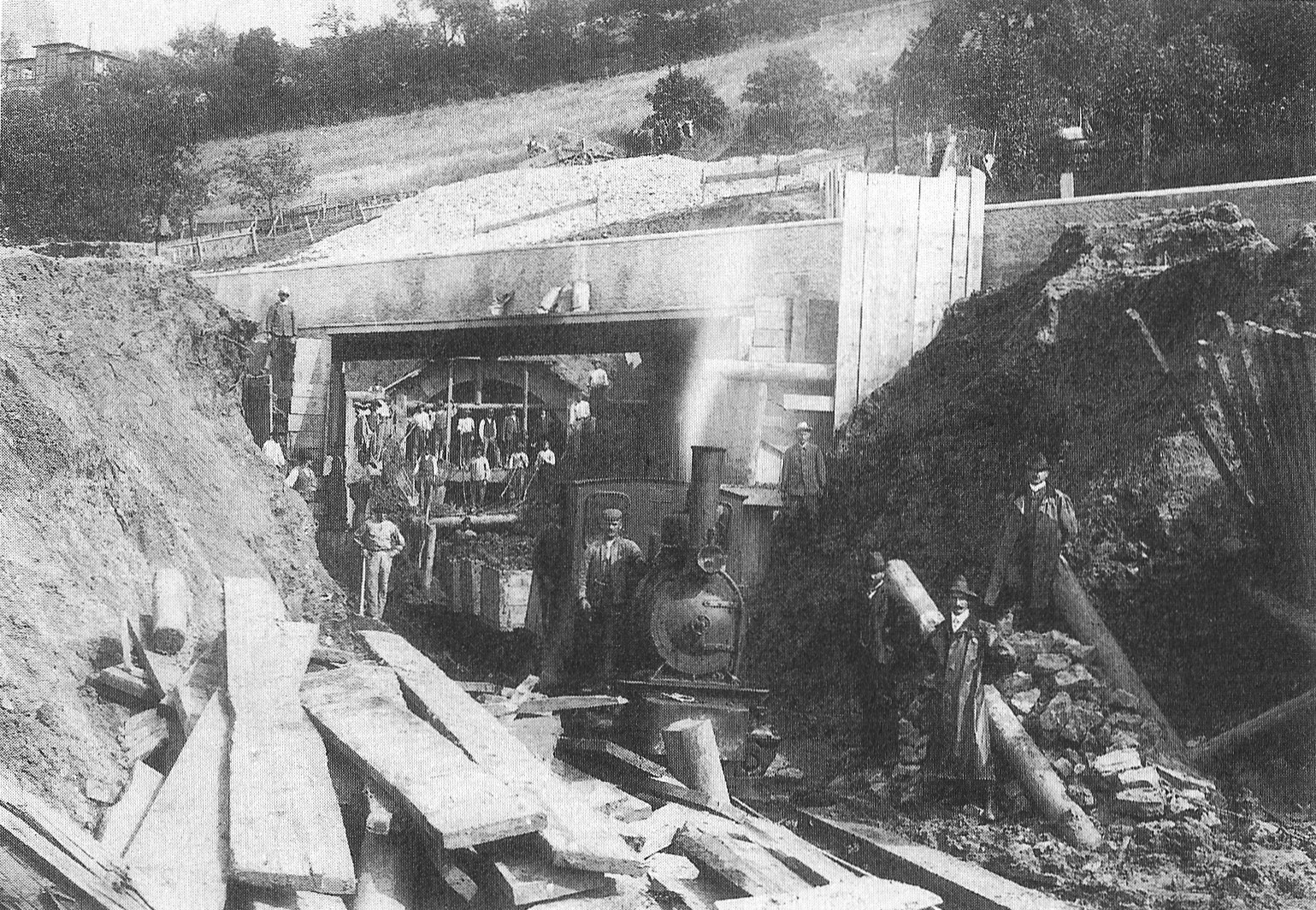
Bauarbeiten am Nordportal mit der Überquerung des Ammerkanal im Jahr 1910
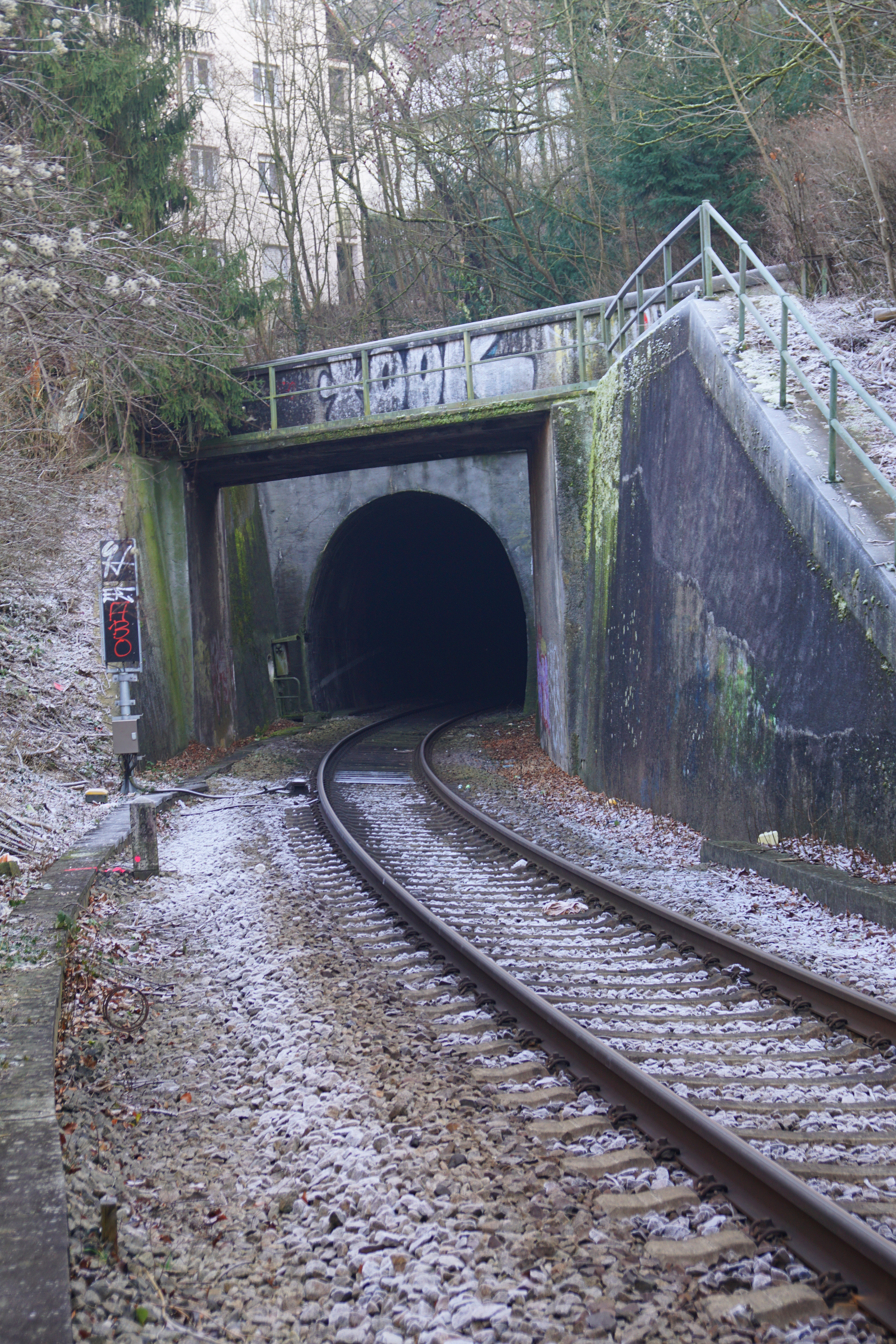
Nordportal am 1. Januar 2020